# Blender (Verden)
Blender es un municipio situado en el distrito de Verden, en el estado federado de Baja Sajonia (Alemania). Su población estimada a finales de 2016 era de 2899 habitantes.
Se encuentra ubicado en el centro del estado, a poca distancia al sureste de la ciudad de Bremen.